# Зонтгайм (Баварія)
Зонтгайм (нім. Sontheim) — громада в Німеччині, знаходиться в землі Баварія. Підпорядковується адміністративному округу Швабія. Входить до складу району Унтеральгой.
Площа — 26,53 км2. Населення становить 2714 ос. (станом на 31 грудня 2020).